# Амедик, Мартин
Ма́ртин А́медик (нем. Martin Amedick; 6 сентября 1982, Падерборн, ФРГ) — немецкий футболист.

## Карьера
Начал свою карьеру в 2004 году в качестве защитника в «Айнтрахте» из Брауншвейга.

### Боруссия Дортмунд
В сезоне 2006/07 Амедик перешел из клуба второго дивизиона в дортмундскую «Боруссию» по свободному трансферу. Он заключил контракт с вестфальцами до 30 июня 2009 года и забил гол в своем первом матче Бундеслиги 19 августа 2006 года.
Амедик провел 18 матчей в Бундеслиге с самого начала в сезоне 2006/07 под руководством тренера Берта ван Марвейка, забив два гола. В составе дортмундской «Боруссии» он сыграл в финале Кубка Германии в Берлине 19 апреля 2008 года, который был проигран со счетом 2:1 мюнхенской «Баварии». Хотя он был в составе заявки команды, он не выходил на поле.

### Кайзерслаутерн
В 2006 году он переходит в клуб «Боруссия» из Дортмунда, после двух лет пребывания в нём он занимает место в составе «Кайзерслаутерна», становясь капитаном пфальцской команды. В молодой команде опытный игрок занял ведущую позицию организатора обороны. В первых пяти матчах он забил два гола (каждый после угловых ударов «Беллингхаузена»). Всего в том сезоне он забил четыре гола и ассистировал двум гостям.
В начале сезона 2009/10 Амедик был назначен тренером Марко Курцем капитаном команды вместе со Срджаном Лакичем. Однако Амедик носил капитанскую повязку, так как только один капитан может быть вписан в протокол матча Dieses «Zwei-Spielführer-Modell». Эта «модель двух капитанов» продолжилась после выхода в Бундеслигу в сезоне 2009/10.. В том сезоне он также забил четыре гола за сезон, а также организовал один.
В октябре 2010 года Амедик продлил свой контракт, который первоначально был рассчитан до 2011 года, на три года до 2014 года с возможностью продления ещё на один год. 27 ноября 2010 года он забил свой первый гол в Бундеслиге за FCK в домашней победе 5:0 над «Шальке 04» при счёте 2:0. Во второй половине сезона 2010/11 он был вынужден временно уступить свое место в старте Матиасу Абелю, но он вышел в стартовых одиннадцати в предпоследнем матче сезона в Вольфсбурге и забил победный гол со счетом 2:1.
Мартин Амедик был вынужден передать капитанскую повязку Кристиану Тифферту в сезоне 2011/12.

### Айнтрахт Франкфурт
В январе 2012 года Амедик был подписан франкфуртским «Айнтрахтом» в последний день трансферного периода. Контракт был рассчитан до июня 2014 года, спортсмен получил в команде порядковый номер 5. 5 февраля 2012 года он дебютировал за «Франкфурт» в домашнем матче против «Айнтрахта Брауншвейг». В июле 2012 года Амедик обратился за медицинской помощью в связи с синдромом истощения. После шестимесячного отпуска он вернулся к тренировкам команды «Айнтрахт» в январе 2013 года.

### Падерборн 07
Амедик вернулся в свой молодёжный клуб «Падерборн 07» по свободному трансферу на сезон 2013/14. В 2014 году он вышел в Бундеслигу вместе с «СКП», заняв второе место в таблице. Однако Амедик не продвинулся дальше роли запасного игрока и принял участие лишь в семи матчах. После выхода «СК Падерборн» в Бундеслигу он был переведен во вторую команду «Падерборна», выступающую в Фербандслиге «Вестфалия». Через год он завершил свою карьеру с окончанием контракта в 2015 году.

## Социальная работа в немецком футболе
Мартин Амедик является приверженцем Фонда Роберта Энке. Его основная работа заключается в посещении профессиональных клубов, где он рассказывает о депрессии как о медицинской болезни и «на местах» проводит профилактическую работу против неё. По словам Терезы Энке, вдовы бывшего вратаря Роберта Энке и председателя фонда, в этой работе Амедик предстает тем, кем он является на самом деле, поскольку он «сам пострадал от болезни»..